# 1803.
◄ | 18. stoljeće | 19. stoljeće | 20. stoljeće | ►
◄ | 1770-ih | 1780-ih | 1790-ih | 1800-ih | 1810-ih | 1820-ih | 1830-ih | ►
◄◄ | ◄ | 1800. | 1801. | 1802. | 1803. | 1804. | 1805. | 1806. | ► | ►►
Arhitektura • Astronomija • Biologija • Glazba • Kazalište • Kemija • Kiparstvo • Knjige • Književnost • Kršćanstvo • Meteorologija • Medicina • Politika • Pravo • Promet • Slikarstvo • Šport • Znanost

## Događaji
- 30. travnja – "SAD je udvostručio teritorij ". Napoleon Bonaparte prodao je za 60 milijuna franaka SAD-u teritorij Louisiane. Napoleonu je trebao novac kako bi mogao financirati osvajačke pohode u Europi. SAD su s Louisianu proglasile svojim teritorijem te na svu koloniziranu zemlju zapadno od Mississippija do Rocky Mountainsa (Stjenjaka) dopustili naseljavanje.
- 21. studenog – Vođa razbojnika Johann Bückler i njegovih 19 pratilaca giljotinirani su u Mainzu: Bückler je uživao veliku popularnost kod siromašnih seljaka jer je njegova banda pljačkala bogate trgovce i priređivala veselice za obični puk.
- 1. prosinca – Stupile su u Francuskoj na snagu nove odredba o pravu na rad po kojima su radnici morali imati radnu knjižicu potvrđenu od policije ili gradskih činovnika. S takvim dokumentom, bez koje više nitko nije mogao dobiti posao, omogućena je državna kontrola radništva.

## Rođenja
- 14. travnja – Friedrich von Amerling, austrijski slikar († 1887.)
- 12. svibnja – Justus von Liebig, njemački kemičar († 1873.)
- 25. svibnja – Ralph Waldo Emerson, američki filozof, esejist i pjesnik († 1882.)
- 24. srpnja – Adolphe Adam, francuski skladatelj († 1856.)
- 28. rujna – Prosper Mérimée, francuski književnik († 1870.)
- 6. listopada –  Aleksandr Andrejevič fon Bunge – ruski botaničar, orijentalist, sinolog, istraživač i liječnik  († 1890.)
- 29. studenog – Christian Doppler, austrijski fizičar († 1853.)
- 11. prosinca – Hector Berlioz, francuski skladatelj († 1869.)

## Smrti
- 14. ožujka – Friedrich Gottlieb Klopstock, njemački književnik (* 1724.)
- 9. travnja – Mihael Bakoš slovenski pisac i evangelički svećenik u Mađarskoj (* 1803.)

## Vanjske poveznice
|  | Zajednički poslužitelj ima još gradiva o temi 1803. |